# 30 e poi... - Parte seconda
30 e poi… – Parte seconda è una raccolta della cantante Cristina D'Avena pubblicata il 19 novembre 2013.

## Il disco
30 e poi… – Parte seconda fa parte del progetto discografico "30 e poi…" ideato per celebrare i 30 anni di carriera di Cristina D'Avena. Il progetto debutta sul mercato discografico il 27 novembre 2012 con l'uscita del triplo CD 30 e poi… – Parte prima e si completa il 19 novembre dell'anno successivo con il disco in oggetto.
L'album, prodotto da RTI Music Division e distribuito da Sony Music, è composto da un DVD, un CD e un libro fotografico. Il DVD contiene una selezione di 50 filmati TV delle reti Fininvest degli anni '80 e '90 in cui l'artista si esibisce presentando le sigle dei cartoni animati più famosi, e raccoglie i videoclip delle sigle di apertura di tutti e 8 i telefilm con lei protagonista, per un totale di oltre 3 ore di filmati. È incluso poi un CD audio dal titolo "Inediti, B-Sides e rarità" che racchiude 20 sigle e canzoni rare, precedentemente mai pubblicate su CD se non, in alcuni casi, totalmente inedite. Nel CD incluso in 30 e poi… – Parte seconda trovano spazio brani poco conosciuti. Il cofanetto contiene inoltre un libro fotografico di 40 pagine, ricco di foto d'archivio.

## Tracce

### DVD
1. Laura (da "PopCorn", 1982)
2. Canzone dei Puffi (da "Superclassifica Show", 1982)
3. New Five Time (da "Five Time", sigla di testa, 1983)
4. John e Solfami (da "SuperFlash", 1983/84)
5. Kiss me Licia (da "Superclassifica Show", 1985)
6. Memole dolce Memole (da "Superclassifica Show", 1986)
7. Love me Licia (sigla di apertura, 1986)
8. Medley: Magica, magica Emi/David Gnomo amico mio (da "Buon Anno Musica", 1986)
9. Love me Licia (da "Premiatissima", 1986/87)
10. Alla scoperta di Babbo Natale (da "Studio 5", 1986)
11. Licia dolce Licia (sigla di apertura, 1987)
12. Teneramente Licia (sigla di apertura, 1987)
13. La poesia sei tu/Amore mio (da "Teneramente Licia", 1987)
14. Balliamo e cantiamo con Licia (sigla di apertura, 1988)
15. Pensare e sentire con te/Rimboccata dalla luna la città già dorme (da "Balliamo e cantiamo con Licia", 1988)
16. Arriva Cristina (sigla di apertura, 1988)
17. Day by day/Insieme (da "Arriva Cristina", 1988)
18. Medley: Evviva Palm Town/Milly un giorno dopo l'altro/D'Artagnan e i moschettieri del re (da "Tutti a scuola", 1989)
19. Cristina (sigla di apertura, 1989)
20. Rimani te stesso/Noi vorremmo (da "Cristina", 1989)
21. Medley: Conte Dacula/Siamo fatti così - Esplorando il corpo umano/Ti voglio bene Denver (da "Sabato al circo", 1989)
22. Cri Cri (sigla di apertura, 1990)
23. Dai parla un po' con noi/Crescerai (da "Cri Cri", 1990)
24. Peter Pan (da "Buon Compleanno Canale 5", 1990)
25. Alvin rock'n'roll (da "Sabato al circo", 1990)
26. Zero in condotta (da "Sabato al circo", 1990)
27. Provaci pure tu (da "Evviva l'allegria", 1990)
28. Luna Party (sigla di testa, 1991)
29. Scuola di Polizia (da "Luna Party", 1991)
30. Il mistero della pietra azzurra (da "Sabato al circo", 1991)
31. Ciao Sabrina (da "Sabato al circo", 1991)
32. Una spada per Lady Oscar (da "Sabato al circo", 1991)
33. L'Europa siamo noi (da "Cristina, l'Europa siamo noi", sigla di apertura, 1991)
34. W la mountain bike/Primo amore (da "Cristina, l'Europa siamo noi", 1991)
35. Cantiamo con Cristina (sigla di testa, 1992)
36. Cristoforo Colombo (da "Cantiamo con Cristina", 1992)
37. È quasi magia, Johnny! (da "Cantiamo con Cristina", 1992)
38. Batman (da "Buona Domenica", 1993/94)
39. Happy Xmas (War Is Over) (da "Buona Domenica", 1993/94)
40. Un poco di zucchero (da "Buona Domenica", 1993/94)
41. Il mondo è mio (da "Quelli di 'Buona Domenica' in Partita Finale", 1994)
42. Supercalifragilistic-espiralidoso (da "Quelli di 'Buona Domenica' in Partita Finale", 1994)
43. Fiocchi di cotone per Jeanie (da "Buon Natale Bim Bum Bam", 1994)
44. Sailor Moon (da "Buona Domenica", 1994/95)
45. Dolce Candy (versione dance) (da "Bim Bum Bam", 1996)
46. Allacciate le cinture, viaggiando si impara! (da "Bim Bum Bam", 1996)
47. Sailor Moon e il cristallo del cuore (da "Bim Bum Bam", 1996)
48. Un oceano di avventure (da "Game Boat al circo", 1996)
49. È un po' magia per Terry e Maggie (da "Game Boat al circo", 1996)
50. Un fiocco per sognare, un fiocco per cambiare (da "Game Boat al circo", 1996)

### CD "Inediti, B-Sides e rarità"
1. Princesse Sarah (versione francese di "Lovely Sara")
2. Lassù nel cielo volerai (dall'album "Mio Mini Pony")
3. Ciao siamo gli Snorky (B-side di "Arrivano gli Snorky")
4. C'è amore in ogni cosa (dall'album "Maple Town: un nido di simpatia")
5. Cupido
6. Magica Sibert (dall'album "Piccola, bianca Sibert")
7. Mia dolce Agnese (dall'album "Viaggiamo con Benjamin")
8. Mare, sole e... Costa
9. Negli occhi brillan le stelle (dall'album "Mio Mini Pony")
10. Mila e Shiro due cuori nella pallavolo (strumentale)
11. Dai vieni qui David (B-side di "David Gnomo amico mio")
12. Sempre sognerai (B-side di "Noi Snorky incontrerai")
13. Nel tunnel dei misteri con Nancy Drew e gli Hardy Boys
14. Ghimbirighimbi (B-side di "Canzone dei Puffi")
15. Chi ha visto il vento? (dall'album "Mio Mini Pony")
16. Oh luna amica mia (dall'album "Maple Town: un nido di simpatia")
17. Sibert (B-side di "Piccola, bianca Sibert")
18. Le scarpe al chiodo appenderai (dall'album "Palla al centro per Rudy")
19. Indagini a quattro zampe
20. L'incantevole Creamy (strumentale)